# العلاقات الصومالية الفانواتية
العلاقات الصومالية الفانواتية هي العلاقات الثنائية التي تجمع بين الصومال وفانواتو.

## مقارنة بين البلدين
هذه مقارنة عامة ومرجعية للدولتين:
| وجه المقارنة                                              | الصومال                        | فانواتو                                  |
| --------------------------------------------------------- | ------------------------------ | ---------------------------------------- |
| المساحة (كم2)                                             | 637.66 ألف                     | 12.19 ألف                                |
| عدد السكان (نسمة)                                         | 14.74 مليون                    | 276.24 ألف                               |
| الكثافة السكانية (ن./كم²)                                 | 23.12                          | 22.66                                    |
| العاصمة                                                   | مقديشو                         | بورت فيلا                                |
| اللغة الرسمية                                             | اللغة الصومالية، اللغة العربية | اللغة البسلاما، لغة فرنسية، لغة إنجليزية |
| العملة                                                    | شلن صومالي                     | فاتو فانواتي                             |
| الناتج المحلي الإجمالي (بليون دولار)                      | 7.37 مليار                     | 862.88 مليون                             |
| الناتج المحلي الإجمالي (تعادل القوة الشرائية) بليون دولار |                                | 790.76 مليون                             |
| الناتج المحلي الإجمالي الاسمي للفرد دولار أمريكي          | 549                            | 2.81 ألف                                 |
| الناتج المحلي الإجمالي للفرد دولار أمريكي                 |                                | 3.03 ألف                                 |
| مؤشر التنمية البشرية                                      |                                | 0.594                                    |
| رمز المكالمات الدولي                                      | +252                           | +678                                     |
| رمز الإنترنت                                              | .so                            | .vu                                      |
| المنطقة الزمنية                                           | ت ع م+03:00                    | ت ع م+11:00                              |

## منظمات دولية مشتركة
يشترك البلدان في عضوية مجموعة من المنظمات الدولية، منها:
| علم المنظمة | اسم المنظمة                                 | تاريخ انضمام الصومال | تاريخ انضمام فانواتو |
| ----------- | ------------------------------------------- | -------------------- | -------------------- |
|             | يونسكو                                      | 15 نوفمبر 1960       | 10 فبراير 1994       |
|             | مؤسسة التمويل الدولية                       | 31 أغسطس 1962        | 28 سبتمبر 1981       |
|             | منظمة حظر الأسلحة الكيميائية                | ?                    | ?                    |
|             | مؤسسة التنمية الدولية                       | 31 أغسطس 1962        | 28 سبتمبر 1981       |
|             | الاتحاد البريدي العالمي                     | ?                    | ?                    |
|             | الاتحاد الدولي للاتصالات                    | 28 سبتمبر 1962       | 30 مارس 1988         |
|             | الأمم المتحدة                               | 20 سبتمبر 1960       | 15 سبتمبر 1981       |
|             | البنك الدولي للإنشاء والتعمير               | 31 أغسطس 1962        | 28 سبتمبر 1981       |
|             | مجموعة دول أفريقيا والكاريبي والمحيط الهادئ | ?                    | ?                    |

## وصلات خارجية
- موقع وزارة الخارجية الصومالية